# Sisteron
Sisteron é uma comuna francesa na região administrativa da Provença-Alpes-Costa Azul, no departamento dos Alpes da Alta Provença. Estende-se por uma área de 50,25 km². Em 2010 a comuna tinha 7 817 habitantes (densidade: 155,6 hab./km²).
Durante a Roma Antiga era conhecida como Segúntero ou Segunterão (em latim: Seguntero).